# Múltiplo

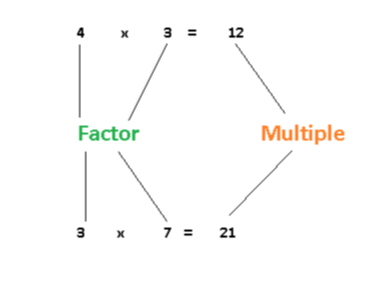
Ejemplo de lo que es un múltiplo.

En matemáticas, un múltiplo de un número es el producto  por algún entero. En otras palabras, para las cantidades {\displaystyle a} y {\displaystyle b}, se dice que {\displaystyle b} es múltiplo de {\displaystyle a} si {\displaystyle b=n\cdot a} algún entero {\displaystyle n}. En términos matemáticos, 
{\displaystyle \forall a,b\in \mathbb {Z} ,b} es múltiplo de {\displaystyle a\Longleftrightarrow \exists n\in \mathbb {Z} ,\ b=n\cdot a}
Por ejemplo, si queremos obtener el múltiplo de 5, simplemente debemos multiplicar a 5 por cualquier otro número entero; de esta forma los números 35,40  y 45 son múltiplos de 5 ya que son el resultado de multiplicar a 5 por 7, 8y 9 respectivamente. 
Los primeros múltiplos del uno al diez se agrupan en las tablas de multiplicar.

## múltiplos y propiedades
- Si b es un múltiplo de a, entonces a es un divisor de b.
- Todo número entero es múltiplo de 1 y de sí mismo.
- Si a y b son múltiplos de n, entonces a+b, a-b, ka y kb lo son para cualquier n natural.

## Submúltiplo
Un número entero a es submúltiplo de otro número b solo si b es múltiplo de a.

### Propiedades de los submúltiplos
- El 1 es submúltiplo de cualquier número.
- Todo número es submúltiplo de sí mismo

### Ejemplos
- En los múltiplos de 3, la suma de los valores de sus cifras es también múltiplo de 3.